# West Bridgford
West Bridgford è una cittadina di 43 395 abitanti della contea del Nottinghamshire, in Inghilterra.